# Очков, Валерий Фёдорович
Валерий Федорович Очков (23 октября 1948, Москва) — советский и российский учёный-теплотехник, доктор технических наук, профессор НИУ "МЭИ".

## Биография
Родился в г. Москве в районе Соколиная Гора.
С 1966 по 1967 год работал фрезеровщиком-зуборезчиком на московском заводе «Серп и молот».
С 1967 по 1969 год проходил срочную службу в советской армии в должности начальника гарнизонной котельной.
1975 г. окончил с отличием Московский энергетический институт по специальности "Технология воды и топлива на электростанциях, после чего поступил в аспирантуру.
В 1975 поступил в аспирантуру МЭИ, которую окончил в 1979 году, защитив кандидатскую диссертацию по теме «Исследование процессов и разработка технологии магнитной обработки воды в энергетике».
В 1977 году начал работать в МЭИ на кафедре «Технология воды и топлива» в должности инженера, ассистента, доцента.
В 2006 году защитил докторскую диссертацию по теме «Совершенствование проектирования и эксплуатации оборудования электростанций с использованием современных информационных технологий».
С марта 2017 г. профессор кафедры Теоретических основ теплотехники Института тепловой и атомной энергетики МЭИ.
Профессор В. Ф. Очков — член редколлегии 9 научно-технических журналов, в том числе журналов «Теплоэнергетика», «Водоочистка. Водоподготовка. Водоснабжение», «Водоснабжение и канализация», «Автоматизация и IT в энергетике», «Вестник ИГЭУ», «Littera Scripta», «Cloud of Science», «European Journal of Educational Research», «Вестник Днепропетровского университета» и «Энергосбережение и водоподготовка».
Ведёт работу в Объединённом институте высоких температур РАН.
Валерий Фёдорович — эксперт «Научно-исследовательского института — Республиканского исследовательского научно-консультационного центра экспертизы».
В. Ф. Очков — член двух диссертационных советов: НИУ МЭИ, Ивановского государственного энергетического университета.

## Награды
- Заслуженный работник ЕЭС России (2007)
- Почётный энергетик Российской Федерации (2018)
- «Заслуженный энергетик Российской Федерации» (27 марта 2023) — за заслуги в научно-педагогической деятельности, подготовке квалифицированных специалистов и многолетнюю добросовестную работу[4]

### Диссертации
- Очков, Валерий Фёдорович. Исследование процессов и разработка технологии магнитной обработки воды в теплоэнергетических установках : диссертация … кандидата технических наук : 05.14.14. — Москва, 1979. — 172 с. : ил.
- Очков, Валерий Фёдорович. Совершенствование проектирования и эксплуатации оборудования электростанций с использованием информационных технологий : диссертация … доктора технических наук в форме науч. доклада : 05.14.14. — Москва, 2006. — 42 с. : ил.

### Теплоэнергетика
- Основы моделирования тепловых схем ТЭС и АЭС : практикум : по курсу «Тепловые и атомные электростанции» для студентов, обучающихся по направлению 13.03.01 «Теплоэнергетика и теплотехника» / Е. В. Дорохов, В. Ф. Очков; Миннауки и ВО РФ, НИУ «МЭИ». — Москва : Изд-во МЭИ, 2021. — 68 с. : ил., табл.; 20 см; ISBN 978-5-7046-2457-8 : 80 экз.
- Водоподготовка в энергетике : учеб. пос. для студентов вузов … по спец. «Тепловые электрические станции» и «Технология воды и топлива на тепловых и атомных электрических станциях» напр. подгот. дипломир. спец. «Теплоэнергетика» / А. С. Копылов, В. М. Лавыгин, В. Ф. Очков. — 2-е изд., стер. — Москва : ИД МЭМ, 2006. — 309 с. : ил., табл.; 22 см; ISBN 5-903072-45-3 (В пер.)
- Теплофизические свойства рабочих веществ теплоэнергетики : справочник / А. А. Александров, К. А. Орлов, В. Ф. Очков. — Москва : ИД МЭИ, 2009. — 223, [1] с. : ил., табл.; 27 см; ISBN 978-5-383-00405-0 (в пер.) ещё
- Водоподготовка в энергетике : учебник : для реализ. основных образ. программ ВО по напр. подготовки, 13.03.01 «Теплоэнергетика и теплотехника» / С. Л. Громов, Е. К. Долгов, К. А. Орлов, В. Ф. Очков; Миннауки и ВО РФ, НИУ «МЭИ». — Москва : Изд-во МЭИ, 2021. — 574 с. : ил., табл., цв. ил.; 22 см; ISBN 978-5-7046-2439-4 : 100 экз.

### Информационные технологии
- 24 этюда на бейсике / В. Ф. Очков, Ю. В. Пухначёв. — Москва : Финансы и статистика, 1988. — 175 с. : ил.; 22 см. — (Человек и компьютер).; ISBN 5-279-00108-2
- От микрокалькулятора к персональному компьютеру / В. Ф. Очков, В. А. Хмелюк. — М. : Изд-во МЭИ, 1990. — 223,[1] с. : ил.; 17 см; ISBN 5-7046-0002-6 : 2 р. 65 к.
- 128 советов начинающему программисту / В. Ф. Очков, Ю. В. Пухначёв. — М. : Энергоатомиздат, 1991. — 256,[1] с. : ил.; 21 см; ISBN 5-283-01541-6.
  - 128 советов начинающему программисту / В. Ф. Очков, Ю. В. Пухначёв. — 2-е изд. — М. : Энергоатомиздат, 1992. — 256,[1] с. : ил.; 21 см; ISBN 5-283-02535-7.
- Пакеты MS Works и Framework: сравнительное описание / В. Ф. Очков. — М. : Изд. фирма «Логос», 1991. — 63,[1] с. : ил.; 21 см; ISBN 5-85998-005-1.
- Уроки для пользователей IBM PC / В. Ф. Очков, Ю. В. Пухначёв. — М. : Финансы и статистика, 1992. — 237,[2] с. : ил.; 20 см; ISBN 5-279-00962-8.
- Языки программирования GW-Basic и Q-Basic: сравнительное описание / В. Ф. Очков. — М. : Энергоатомиздат, 1992. — 75,[1] с. : ил.; 20 см; ISBN 5-283-02540-3.
- Norton Commander MS DOS Shell : Сравнит. описание / В. Ф. Очков, Э. В. Дементьев. — М. : Изд-во МЭИ, 1994. — 62,[1] с. : ил.; 18 см; ISBN 5-7046-0096-4.
- Этюды на языках QBasic, QuickBasic, Basic Compiler / В. Ф. Очков, М. А. Рахаев. — М. : Финансы и статистика, 1995. — 366,[1] с.; 21 см. — (Диалог с компьютером).; ISBN 5-279-01253-X.
- Водоподготовка : Расчёты на персон. компьютере / О. И. Мартынова, А. В. Никитин, В. Ф. Очков. — М. : Энергоатомиздат, 1990. — 212,[3] с. : ил.; 21 см; ISBN 5-283-00131-8.
- 2⁵ Problems for STEM Education // 2020 by Chapman & Hall
- Valery Ochkov, Alan Stevens, Anton Tikhonov. STEM Problems with Mathcad and Python // 2023 by Chapman & Hall

### Учебные пособия по MathCAD
- Mathcad PLUS 6.0 : Для студентов и инженеров / В. Очков. — М.: Фирма «КомпьютерПресс», 1996. — 237 с. : ил.; 20 см; ISBN 5-89959-026-2.
- Mathcad 7 Pro для студентов и инженеров / В. Ф. Очков. — М.: Компьютер пресс, 1998. — 379,[1] с. : ил.; 20 см; ISBN 5-89959-039-4.
- Mathcad 8 Pro для студентов и инженеров / В. Ф. Очков. — М.: КомпьютерПресс, 1999. — 521, [1] с. : ил.; 20 см; ISBN 5-89959-066-1.
- Советы пользователям Mathcad / В. Ф. Очков. — М.: Изд-во МЭИ, 2001. — 194, [2] с. : ил.; 20 см. — (Mathcad для студентов и инженеров 2001). ISBN 5-7046-0676-8
- Физические и экономические величины в Mathcad и Maple / В. Ф. Очков. — М. : Финансы и статистика, 2002. — 191, [1] с. : ил., табл.; 20 см; ISBN 5-279-02566-6
- Mathcad 12 для студентов и инженеров : [Интерфейс Mathcad — проблемы и решения, критич. анализ встроен. средств решения инженер. и учеб. задач, советы пользоватпелям Mathcad, инженер. аспекты решения алгебраич. и дифференц. уравнений и задач оптимизации, использование C++ для создания пользоват. функций Mathcad, построение «инженер.» графиков, Mathcad Application Server — публикация расчетов в Интернете] / Валерий Очков. — СПб. : БХВ-Петербург, 2005. — 457 с. : ил., табл.; 23 см; ISBN 5-94157-289-1 (в обл.)
- Mathcad 14 : для студентов, инженеров и конструкторов / Валерий Очков. — Санкт-Петербург : БХВ-Петербург, 2007. — 356 с. : ил.; 24 см; ISBN 978-5-9775-0129-3
- Mathcad 14 : для студентов и инженеров : русская версия / Валерий Очков. — Санкт-Петербург : БХВ-Петербург, 2009 (СПб. : Типография «Наука» РАН). — 498 с. : ил., табл.; 24 см; ISBN 978-5-9775-0403-4

### Учебные пособия поSMath Studio
- Очков В. Ф., Орлов К. А., Чудова Ю. В., Ивашов А. П., Тихонов А. И. Информационные технологии в инженерных расчетах: SMath и Python. — СПб.: Лань, 2023. — 212 с. — P. 212. — ISBN 978-5-507-45821-9.

### Летописи науки и просвещения
- Лев Толстой и математика : В. Ф. Очков, Н. А. Очкова; Минпрос РФ, ФГБОУ ВО «Моск. пед. гос. университет». — Москва: МПГУ, 2022. — 170, [1] с. : ил.; 20 см; ISBN 978-5-4263-1088-9 : 500 экз.